# Australian Open 2011
L'Australian Open 2011 è stato un torneo di tennis disputato sui venticinque campi in cemento plexicushion del complesso di Melbourne Park, a Melbourne in Australia, fra il 17 e il 30 gennaio 2011. È stata la 99ª edizione dell'Australian Open. L'evento è stato organizzato dalla International Tennis Federation, ed era parte dell'ATP World Tour 2011 e del WTA Tour 2011, nell'ambito della categoria Grande Slam.

## Sommario
Il singolare maschile è stato vinto da Novak Đoković che ha battuto in finale Andy Murray aggiudicandosi il 2º titolo dello Slam. Il singolare femminile ha visto la vittoria di Kim Clijsters che ha battuto nella finale Li Na.
Nel doppio maschile si sono imposti Bob Bryan e Mike Bryan che hanno riconfermato il titolo dell'anno precedente, mentre Gisela Dulko e Flavia Pennetta hanno conquistato il titolo del doppio femminile. Nel doppio misto ha vinto la coppia formata da Katarina Srebotnik e Daniel Nestor.

### Rally for Relief
Prima dell'inizio del torneo sono stati giocati dei match di esibizione per raccogliere fondi per aiutare le popolazioni colpite dalle inondazioni del Queensland, ribattezzati Rally for Relief. Vari giocatori del presente e del passato hanno partecipato all'iniziativa: dapprima si è tenuto un incontro di doppio tra le squadre Oro (Lleyton Hewitt (capitano), Novak Đoković, Justine Henin, Caroline Wozniacki, Ana Ivanović) e Verde (Pat Rafter (capitano), Andy Roddick, Andy Murray, Vera Zvonarëva, Viktoryja Azaranka) con Jim Courier nelle vesti di giudice di sedia. L'evento, che ha richiamato sugli spalti 15.000 appassionati, ha raccolto 1,8 milioni di dollari australiani (1,3 milioni di euro), grazie alla vendita dei biglietti, ai contributi volontari di giocatori e addetti ai lavori e alla donazione della QFE, la società che amministra le risorse energetiche dello Stato del nord-est dell'Australia flagellato dalle piogge, in cui migliaia di famiglie hanno perso la casa e 16 persone hanno perso la vita. Rally for Relief è stata ribattezzata l'esibizione pensata da Federer con il concorso di Rod Laver e di tutti i migliori giocatori del mondo, si è conclusa con un incontro di doppio tra le coppie Roger Federer/Samantha Stosur e Rafael Nadal/Kim Clijsters, e con l'annuncio da parte di Samantha Stosur, nata proprio del Queensland, la quale avrebbe versato 500 dollari australiani (370 euro) per ogni ace messo a segno nel corso del torneo.

## Qualificazioni e sorteggio
Le qualificazioni si sono svolte fra il 10 e il 16 gennaio. Si sono qualificati 16 giocatori per il tabellone maschile e 12 giocatrici per quello femminile.
- Per il singolare maschile:Flavio Cipolla, Marco Crugnola, Frank Dancevic, Grigor Dimitrov, Denis Gremelmayr, Jan Hernych, Blaž Kavčič, Nicolas Mahut, Vincent Millot, Gilles Müller, Milos Raonic, Stéphane Robert, Simon Stadler, Ryan Sweeting, Donald Young, Grega Žemlja
- Per il singolare femminile: Irina Falconi, Jamie Hampton, Anne Keothavong, Anne Kremer, Vesna Manasieva, Petra Martić, Sania Mirza, Arina Rodionova, Arantxa Rus, Lesja Curenko, Coco Vandeweghe, Kathrin Wörle

Le wildcard sono state assegnate a:
- Per il singolare maschile:Carsten Ball[2], Somdev Devvarman[3], Matthew Ebden[4], Ryan Harrison[5], Peter Luczak[6], Marinko Matosevic[7], Benoît Paire[8], Bernard Tomić[2]
- Per il singolare femminile:Chang Kai-chen[3], Lauren Davis[5], Jelena Dokić[6], Sophie Ferguson[2], Caroline Garcia[9], Alicia Molik[4], Sally Peers[2], Olivia Rogowska[10]
- Per il doppio maschile:Carsten Ball / Chris Guccione, James Duckworth / Benjamin Mitchell, Colin Ebelthite / Adam Feeney, Matthew Ebden / Peter Luczak, Samuel Groth / Greg Jones, James Lemke / Matt Reid, Marinko Matosevic / John Millman
- Per il doppio femminile:Monique Adamczak / Isabella Holland, Jelena Dokić / Sally Peers, Daniella Dominikovic / Jessica Moore, Sophie Ferguson / Alicia Molik, Jade Hopper / Monika Wejnert, Sophie Letcher / Viktorija Rajicic, Tammi Patterson / Olivia Rogowska

Il sorteggio è stato effettuato il 14 gennaio e la 1ªtesta di serie nel singolare maschile è stata assegnata a Rafael Nadal, per il singolare femminile a Caroline Wozniacki.

## Tennisti partecipanti ai singolari

### Singolare maschile
- Singolare maschile

| Campione               | Campione                | Finalista             | Finalista           |
| ---------------------- | ----------------------- | --------------------- | ------------------- |
| Novak Đoković (3)      | Novak Đoković (3)       | Andy Murray (5)       | Andy Murray (5)     |
| Semifinalisti          |                         |                       |                     |
| David Ferrer (7)       | David Ferrer (7)        | Roger Federer (2)     | Roger Federer (2)   |
| Eliminati ai quarti    |                         |                       |                     |
| Rafael Nadal (1)       | Aleksandr Dolhopolov    | Tomáš Berdych (6)     | Stan Wawrinka (19)  |
| Eliminati nel 4º turno |                         |                       |                     |
| Marin Čilić (15)       | Milos Raonic            | Robin Söderling (4)   | Jürgen Melzer (11)  |
| Fernando Verdasco (9)  | Nicolás Almagro (14)    | Andy Roddick (8)      | Tommy Robredo       |
| Eliminati nel 3º turno |                         |                       |                     |
| Bernard Tomić          | John Isner (20)         | Michail Južnyj (10)   | Ričardas Berankis   |
| Jan Hernych            | Jo-Wilfried Tsonga (13) | Marcos Baghdatis (21) | G García López (32) |
| Richard Gasquet (28)   | Kei Nishikori           | Ivan Ljubičić (17)    | Viktor Troicki (29) |
| Robin Haase            | Gaël Monfils (12)       | Serhij Stachovs'kyj   | Xavier Malisse      |
| Eliminati nel 2º turno |                         |                       |                     |
| Ryan Sweeting          | Feliciano López (31)    | Radek Štěpánek        | Santiago Giraldo    |
| Blaž Kavčič            | Michaël Llodra (22)     | David Nalbandian (27) | Michael Russell     |
| Gilles Müller          | Thomaz Bellucci (30)    | Benjamin Becker       | Andreas Seppi       |
| Pere Riba              | Juan Martín del Potro   | Eduardo Schwank       | Illja Marčenko      |
| Philipp Kohlschreiber  | Adrian Mannarino        | Florian Mayer         | Janko Tipsarević    |
| Igor' Andreev          | Benoît Paire            | Nicolas Mahut         | Ivan Dodig          |
| Igor' Kunicyn          | Juan Mónaco (26)        | Grigor Dimitrov       | Frederico Gil       |
| Mardy Fish (16)        | Łukasz Kubot            | Albert Montañés (25)  | Gilles Simon        |
| Eliminati nel 1º turno |                         |                       |                     |
| Marcos Daniel          | Daniel Gimeno Traver    | Jérémy Chardy         | Alejandro Falla     |
| Florent Serra          | Denis Gremelmayr        | Rui Machado           | Donald Young        |
| Marsel İlhan           | Kevin Anderson          | Björn Phau            | Juan Ignacio Chela  |
| Lleyton Hewitt         | Marinko Matosevic       | Matthew Ebden         | Jarkko Nieminen     |
| Potito Starace         | Simon Stadler           | Denis Istomin         | Ricardo Mello       |
| Ernests Gulbis (24)    | Michail Kukuškin        | Arnaud Clément        | Philipp Petzschner  |
| Vincent Millot         | Carsten Ball            | Dudi Sela             | Grega Žemlja        |
| Michael Berrer         | Leonardo Mayer          | Rubén Ramírez Hidalgo | Karol Beck          |
| Marco Crugnola         | Tobias Kamke            | Ryan Harrison         | Frank Dancevic      |
| Nikolaj Davydenko (23) | Fabio Fognini           | Miša Zverev           | Rainer Schüttler    |
| Stéphane Robert        | Filippo Volandri        | Flavio Cipolla        | Peter Luckzak       |
| Dmitrij Tursunov       | Brian Dabul             | Ivo Karlović          | Marcel Granollers   |
| Jan Hájek              | Michał Przysiężny       | Carlos Berlocq        | Simon Greul         |
| Tejmuraz Gabašvili     | Andrej Golubev          | Pablo Cuevas          | Thiemo de Bakker    |
| Victor Hănescu         | Somdev Devvarman        | Daniel Brands         | Sam Querrey (18)    |
| Dustin Brown           | Pablo Andújar           | Lu Yen-hsun           | Lukáš Lacko         |

### Singolare femminile
- Singolare femminile

| Campionessa             | Campionessa            | Finalista                | Finalista               |
| ----------------------- | ---------------------- | ------------------------ | ----------------------- |
| Kim Clijsters (3)       | Kim Clijsters (3)      | Li Na (9)                | Li Na (9)               |
| Semifinaliste           |                        |                          |                         |
| Caroline Wozniacki (1)  | Caroline Wozniacki (1) | Vera Zvonarëva (2)       | Vera Zvonarëva (2)      |
| Eliminate ai quarti     |                        |                          |                         |
| Francesca Schiavone (6) | Andrea Petković (30)   | Agnieszka Radwańska (12) | Petra Kvitová (25)      |
| Eliminate nel 4º turno  |                        |                          |                         |
| Anastasija Sevastova    | S Kuznecova (23)       | Marija Šarapova (14)     | Viktoryja Azaranka (8)  |
| Peng Shuai              | Ekaterina Makarova     | Flavia Pennetta (22)     | Iveta Benešová          |
| Eliminate nel 3º turno  |                        |                          |                         |
| Dominika Cibulková (29) | Vera Manasieva         | Justine Henin (11)       | Monica Niculescu        |
| Venus Williams (4)      | Julia Görges           | B Záhlavová-Strýcová     | Chanelle Scheepers      |
| Ayumi Morita            | Simona Halep           | Nadia Petrova (13)       | Alizé Cornet            |
| Samantha Stosur (5)     | Shahar Peer (10)       | A Pavljucenkova (16)     | Lucie Šafářová (31)     |
| Eliminate nel 2º turno  |                        |                          |                         |
| Vania King              | Alberta Brianti        | Yanina Wickmayer (21)    | Marion Bartoli (15)     |
| Elena Baltacha          | Arantxa Rus            | Cvetana Pironkova (32)   | Rebecca Marino          |
| Sandra Záhlavová        | Anne Keothavong        | Kaia Kanepi (20)         | Virginie Razzano        |
| Evgenija Rodina         | Jelena Dokić           | Regina Kulikova          | Andrea Hlaváčková       |
| Jelena Janković (7)     | Caroline Garcia        | Alisa Klejbanova (24)    | Petra Martić            |
| Alicia Molik            | Lesja Curenko          | MJ Martínez Sánchez (26) | Carla Suárez Navarro    |
| Vera Duševina           | Anna Čakvetadze        | Lourdes Domínguez Lino   | Sorana Cîrstea          |
| Kristina Barrois        | Marija Kirilenko (18)  | Klára Zakopalová         | Bojana Jovanovski       |
| Eliminate nel 1º turno  |                        |                          |                         |
| Gisela Dulko            | Tamira Paszek          | Lucie Hradecká           | Angelique Kerber        |
| Jarmila Groth           | Polona Hercog          | Laura Pous Tió           | Tathiana Garbin         |
| Sania Mirza             | Jamie Hampton          | Bethanie Mattek-Sands    | Alison Riske            |
| Pauline Parmentier      | Timea Bacsinszky       | Junri Namigata           | Arantxa Parra Santonja  |
| Sara Errani             | Renata Voráčová        | Arina Rodionova          | Jill Craybas            |
| Magdaléna Rybáriková    | Edina Gallovits-Hall   | Elena Vesnina            | Tamarine Tanasugarn     |
| Sofia Arvidsson         | Olivia Rogowska        | Zuzana Ondrášková        | Aravane Rezaï (17)      |
| Daniela Hantuchová (28) | Karolina Šprem         | Patricia Mayr-Achleitner | Kathrin Wörle           |
| Alla Kudrjavceva        | Kateryna Bondarenko    | Varvara Lepchenko        | Alexandra Dulgheru (27) |
| Irina Falconi           | Anne Kremer            | Sophie Ferguson          | Kimiko Date Krumm       |
| Ksenija Pervak          | Roberta Vinci          | Patty Schnyder           | Ana Ivanović (19)       |
| Gréta Arn               | Coco Vandeweghe        | Christina McHale         | Dinara Safina           |
| Lauren Davis            | Maria Elena Camerin    | Ol'ga Govorcova          | Sally Peers             |
| Anastasija Rodionova    | Johanna Larsson        | Mirjana Lucic            | Mathilde Johansson      |
| Kirsten Flipkens        | Akgul Amanmuradova     | Anabel Medina Garrigues  | Romina Oprandi          |
| Zhang Shuai             | Melanie Oudin          | Chang Kai-chen           | Sybille Bammer          |

## Seniors

### Singolare maschile
Novak Đoković ha battuto in finale  Andy Murray con il punteggio di 6–4, 6–2, 6–3.
- Per Ðokovic è il secondo titolo in Australia dopo la vittoria del 2008.

### Singolare femminile
Kim Clijsters ha battuto in finale  Li Na con il punteggio di 3–6, 6–3, 6–3.
- Per la belga Clijsters è il quarto titolo dello Slam, il primo in Australia e in generale il primo fuori dagli Stati Uniti.

### Doppio maschile
Bob Bryan /  Mike Bryan hanno battuto in finale  Leander Paes /  Mahesh Bhupathi con il punteggio di 6–3, 6–4.
- Per loro è il quinto titolo, il terzo consecutivo.

### Doppio femminile
Gisela Dulko /  Flavia Pennetta hanno battuto in finale  Viktoryja Azaranka /  Marija Kirilenko con il punteggio di 2–6, 7–5, 6–1.

### Doppio Misto
Katarina Srebotnik /  Daniel Nestor hanno battuto in finale  Chan Yung-jan /  Paul Hanley con il punteggio di 6–3, 3–6, [10–7]

## Junior

### Singolare ragazzi
Jiří Veselý ha battuto in finale  Luke Saville con il punteggio di 6–0, 6–3.

### Singolare ragazze
An-Sophie Mestach ha battuto in finale  Mónica Puig con il punteggio di 6–4, 6–2.

### Doppio ragazzi
Filip Horanský /  Jiří Veselý hanno battuto in finale  Ben Wagland /  Andrew Whittington con il punteggio di 6–4, 6–4.

### Doppio ragazze
An-Sophie Mestach /  Demi Schuurs hanno battuto in finale  Eri Hozumi /  Miyu Katō con il punteggio di 6–2, 6–3.

## Tennisti in carrozzina

### Singolare maschile carrozzina
Shingo Kunieda ha battuto in finale  Stéphane Houdet con il punteggio di 6–0, 6–3.

### Singolare femminile carrozzina
Shingo Kunieda ha battuto in finale  Stéphane Houdet con il punteggio di 6–0, 6–3.

### Quad singolare
David Wagner ha battuto in finale  Peter Norfolk con il punteggio di 6–2, 6–3.

### Doppio maschile carrozzina
Maikel Scheffers /  Shingo Kunieda hanno battuto in finale  Stéphane Houdet /  Nicolas Peifer con il punteggio di 6–3, 6–3.

### Doppio femminile carrozzina
Esther Vergeer /  Sharon Walraven hanno battuto in finale  Aniek van Koot /  Jiske Griffioen con il punteggio di 6–0, 6–2.

### Quad doppio
Andrew Lapthorne /  Peter Norfolk hanno battuto in finale  Nicholas Taylor /  David Wagner con il punteggio di 6–3, 6–3.

## Teste di serie nel singolare
La seguente tabella illustra le teste di serie dei tornei di singolare, assegnate in base al ranking del 10 gennaio 2011, i giocatori che non hanno partecipato per infortunio, quelli che sono stati eliminati, e i loro punteggi nelle classifiche ATP e WTA al 17 gennaio 2011 e al 31 gennaio 2011. In corsivo i punteggi provvisori.
| Legenda colori             |
| Vincitore                  |
| Finalista                  |
| Semifinalista              |
| Quarti di finale           |
| Eliminati a 1T, 2T, 3T, 4T |
| Non partecipa              |

### Singolare maschile
| Testa di serie | Ranking | Giocatore              | Punti | Punti da difendere | Punti conquistati | Nuovo punteggio | Situazione                               |
| -------------- | ------- | ---------------------- | ----- | ------------------ | ----------------- | --------------- | ---------------------------------------- |
| 1              | 1       | Rafael Nadal           | 12390 | 360                | 360               | 12390           | Eliminato ai quarti da David Ferrer      |
| 2              | 2       | Roger Federer          | 9245  | 2000               | 720               | 7965            | Eliminato in semifinale da Novak Đoković |
| 3              | 3       | Novak Đoković          | 6240  | 360                | 2000              | 7880            | Vittoria in finale contro Andy Murray    |
| 4              | 4       | Robin Söderling        | 5785  | 10                 | 180               | 5955            | Eliminato al 4T da Aleksandr Dolhopolov  |
| 5              | 5       | Andy Murray            | 5760  | 1200               | 1200              | 5760            | Sconfitto in finale da Novak Đoković     |
| 6              | 6       | Tomáš Berdych          | 3955  | 45                 | 360               | 4270            | Eliminato ai quarti da Novak Đoković     |
| 7              | 7       | David Ferrer           | 3895  | 45                 | 720               | 4570            | Eliminato in semifinale da Andy Murray   |
| 8              | 8       | Andy Roddick           | 3565  | 360                | 180               | 3385            | Eliminato al 4T da Stan Wawrinka         |
| 9              | 9       | Fernando Verdasco      | 3240  | 180                | 180               | 3240            | Eliminato al 4T da Tomáš Berdych         |
| 10             | 10      | Michail Južnyj         | 2920  | 90                 | 90                | 2920            | Eliminato al 3T da Milos Raonic          |
| 11             | 11      | Jürgen Melzer          | 2785  | 10                 | 180               | 2955            | Eliminato al 4T da Andy Murray           |
| 12             | 12      | Gaël Monfils           | 2560  | 90                 | 90                | 2560            | Eliminato al 3T da Stan Wawrinka         |
| 13             | 13      | Jo-Wilfried Tsonga     | 2345  | 720                | 90                | 1715            | Eliminato al 3T da Aleksandr Dolhopolov  |
| 14             | 14      | Nicolás Almagro        | 2160  | 180                | 180               | 2160            | Eliminato al 4T da Novak Đoković         |
| 15             | 15      | Marin Čilić            | 2140  | 720                | 180               | 1610            | Eliminato al 4T da Rafael Nadal          |
| 16             | 17      | Mardy Fish             | 1921  | 10                 | 45                | 1956            | Eliminato al 2T da Tommy Robredo         |
| 17             | 16      | Ivan Ljubičić          | 1965  | 45                 | 90                | 2015            | Eliminato al 3T da Nicolás Almagro       |
| 18             | 18      | Sam Querrey            | 1860  | 10                 | 10                | 1860            | Eliminato al 1T da Łukasz Kubot          |
| 19             | 19      | Stan Wawrinka          | 1855  | 90                 | 360               | 2125            | Eliminato ai quarti da Roger Federer     |
| 20             | 20      | John Isner             | 1645  | 180                | 90                | 1555            | Eliminato al 3T da Marin Čilić           |
| 21             | 22      | Marcos Baghdatis       | 1580  | 90                 | 90                | 1580            | Ritirato al 3T contro Jürgen Melzer      |
| 22             | 24      | Michaël Llodra         | 1575  | 45                 | 45                | 1575            | Eliminato al 2T da Milos Raonic          |
| 23             | 25      | Nikolaj Davydenko      | 1555  | 360                | 10                | 1205            | Eliminato al 1T da Florian Mayer         |
| 24             | 23      | Ernests Gulbis         | 1575  | 10                 | 10                | 1575            | Eliminato al 1T da Benjamin Becker       |
| 25             | 26      | Albert Montañés        | 1495  | 90                 | 45                | 1450            | Eliminato al 2T da Xavier Malisse        |
| 26             | 28      | Juan Mónaco            | 1480  | 90                 | 45                | 1435            | Eliminato al 2T da Robin Haase           |
| 27             | 21      | David Nalbandian       | 1610  | 0                  | 45                | 1655            | Eliminato al 2T da Ričardas Berankis     |
| N/A            | 29      | Juan Carlos Ferrero    | 1415  | 10                 | 0                 | 1405            | Operazione a polso e ginocchio           |
| 28             | 33      | Richard Gasquet        | 1280  | 10                 | 90                | 1360            | Eliminato al 3T da Tomáš Berdych         |
| 29             | 27      | Viktor Troicki         | 1490  | 45                 | 90                | 1535            | Ritirato al 3T contro Novak Đoković      |
| 30             | 30      | Thomaz Bellucci        | 1355  | 45                 | 45                | 1360            | Eliminato al 2T da Jan Hernych           |
| 31             | 31      | Feliciano López        | 1310  | 90                 | 45                | 1265            | Eliminato al 2T da Bernard Tomić         |
| 32             | 32      | Guillermo García López | 1300  | 10                 | 90                | 1380            | Eliminato al 3T da Andy Murray           |

### Singolare femminile
| Testa di serie | Ranking | Giocatrice                  | Punti | Punti da difendere | Punti conquistati | Nuovo punteggio | Situazione                                |
| -------------- | ------- | --------------------------- | ----- | ------------------ | ----------------- | --------------- | ----------------------------------------- |
| 1              | 1       | Caroline Wozniacki          | 8035  | 280                | 900               | 8655            | Eliminata in semifinale da Li Na          |
| 2              | 2       | Vera Zvonarëva              | 6785  | 280                | 900               | 7405            | Eliminata in semifinale da Kim Clijsters  |
| 3              | 3       | Kim Clijsters               | 6675  | 160                | 2000              | 8515            | Vittoria in finale contro Li Na           |
| N/A            | 4       | Serena Williams             | 5035  | 2000               | 0                 | 3035            | Infortunio al piede                       |
| 4              | 5       | Venus Williams              | 4985  | 500                | 160               | 4645            | Ritirata al 3T contro Andrea Petković     |
| 5              | 6       | Samantha Stosur             | 4982  | 280                | 160               | 4862            | Eliminata al 3T da Petra Kvitová          |
| 6              | 7       | Francesca Schiavone         | 4835  | 280                | 500               | 5055            | Eliminata ai quarti da Caroline Wozniacki |
| 7              | 8       | Jelena Janković             | 4445  | 160                | 100               | 4385            | Eliminata al 2T da Peng Shuai             |
| 8              | 9       | Viktoryja Azaranka          | 4155  | 500                | 280               | 3935            | Eliminata al 4T da Li Na                  |
| N/A            | 10      | Elena Dement'eva            | 3985  | 100                | 0                 | 3885            | Ritirata dal tennis                       |
| 9              | 11      | Li Na                       | 3950  | 900                | 1400              | 4450            | Sconfitta in finale da Kim Clijsters      |
| 10             | 12      | Shahar Peer                 | 3225  | 160                | 160               | 3225            | Eliminata al 3T da Flavia Pennetta        |
| 11             | 13      | Justine Henin               | 3215  | 1400               | 160               | 1975            | Eliminata al 3T da Svetlana Kuznecova     |
| 12             | 14      | Agnieszka Radwańska         | 3000  | 160                | 500               | 3340            | Eliminata ai quarti da Kim Clijsters      |
| 13             | 15      | Nadia Petrova               | 2702  | 500                | 160               | 2362            | Eliminata al 3T da Ekaterina Makarova     |
| 14             | 16      | Marija Šarapova             | 2661  | 5                  | 280               | 2936            | Eliminata al 4T da Andrea Petković        |
| 15             | 17      | Marion Bartoli              | 2655  | 160                | 100               | 2595            | Eliminata al 2T da Vesna Manasieva        |
| 16             | 18      | Anastasija Pavljučenkova    | 2585  | 100                | 160               | 2645            | Eliminata al 3T da Iveta Benešová         |
| 17             | 22      | Aravane Rezaï               | 2445  | 100                | 5                 | 2350            | Eliminata al 1T da B Záhlavová-Strýcová   |
| 18             | 19      | Marija Kirilenko            | 2540  | 500                | 100               | 2140            | Eliminata al 2T da Iveta Benešová         |
| 19             | 20      | Ana Ivanović                | 2500  | 100                | 5                 | 2405            | Eliminata al 1T da Ekaterina Makarova     |
| 20             | 21      | Kaia Kanepi                 | 2460  | 100                | 100               | 2460            | Eliminata al 2T da Julia Görges           |
| 21             | 24      | Yanina Wickmayer            | 2370  | 340                | 100               | 2130            | Eliminata al 2T da Anastasija Sevastova   |
| 22             | 25      | Flavia Pennetta             | 2355  | 100                | 280               | 2535            | Eliminata al 4T da Petra Kvitová          |
| 23             | 26      | Svetlana Kuznecova          | 2310  | 280                | 280               | 2310            | Eliminata al 4T da Francesca Schiavone    |
| 24             | 23      | Alisa Klejbanova            | 2390  | 160                | 100               | 2330            | Eliminata al 2T da Simona Halep           |
| N/A            | 27      | Zheng Jie                   | 2158  | 900                | 0                 | 1258            | Infortunio al polso                       |
| 25             | 28      | Petra Kvitová               | 2018  | 100                | 500               | 2418            | Eliminata ai quarti da Vera Zvonarëva     |
| 26             | 29      | María José Martínez Sánchez | 2010  | 100                | 100               | 2010            | Eliminata al 2T da Alizé Cornet           |
| 27             | 30      | Alexandra Dulgheru          | 2000  | 5                  | 5                 | 2000            | Eliminata al 1T da Ayumi Morita           |
| 28             | 31      | Daniela Hantuchová          | 1945  | 160                | 5                 | 1790            | Eliminata al 1T da Regina Kulikova        |
| 29             | 32      | Dominika Cibulková          | 1905  | 5                  | 160               | 2060            | Eliminata al 3T da Caroline Wozniacki     |
| 30             | 33      | Andrea Petković             | 1890  | 100                | 500               | 2070            | Eliminata ai quarti da Li Na              |
| 31             | 35      | Lucie Šafářová              | 1780  | 5                  | 160               | 1935            | Eliminata al 3T da Vera Zvonarëva         |
| 32             | 36      | Cvetana Pironkova           | 1722  | 100                | 100               | 1722            | Eliminata al 2T da Monica Niculescu       |

### Assegnazione punteggi
I punteggi della classifica ATP vengono assegnati come illustrato.
| Turno                | Singolare maschile | Doppio maschile | Singolare femminile | Doppio femminile |
| -------------------- | ------------------ | --------------- | ------------------- | ---------------- |
| Vincitore            | 2000               | 2000            | 2000                | 2000             |
| Finale               | 1200               | 1200            | 1400                | 1400             |
| Semifinali           | 720                | 720             | 900                 | 900              |
| Quarti di finale     | 360                | 360             | 500                 | 500              |
| Ottavi di finale     | 180                | 180             | 280                 | 280              |
| Terzo turno          | 90                 | 90              | 160                 | 160              |
| Secondo turno        | 45                 | 0               | 100                 | 5                |
| Primo turno          | 10                 | –               | 5                   | –                |
| Qualificazione       | 25                 | –               | 60                  | –                |
| 3T di qualificazione | 16                 | –               | 50                  | –                |
| 2T di qualificazione | 8                  | –               | 40                  | –                |
| 1T di qualificazione | 0                  | –               | 2                   | –                |

## Premi in denaro
Tutti i premi sono in dollari australiani. Nel doppio il premio è assegnato alla coppia.

### Singolare maschile e femminile
- Vincitore: 2 200 000 $
- Finalista: 1 100 000 $
- Semifinalista: 420 000 $
- Quarti di finale: 210 000 $
- Quarto turno: 93 000 $
- Terzo turno: 54 500 $
- Secondo turno: 32 000 $
- Primo turno: 20 000 $

### Doppio maschile e femminile
- Vincitori: 454 500 $
- Finalisti: 227 250 $
- Semifinalisti: 113 000 $
- Quarti di finale: 56 000 $
- Terzo turno: 31 500 $
- Secondo turno: 17 200 $
- Primo turno: 9600 $

### Doppio misto
- Vincitori: 135 500 $
- Finalisti: 67 500 $
- Semifinalisti: 33 900 $
- Quarti di finale: 15 500 $
- Secondo turno: 7800 $
- Primo turno: 3800 $